# Liparis cyclostele
Liparis cyclostele är en orkidéart som beskrevs av Rudolf Schlechter. Liparis cyclostele ingår i släktet gulyxnen, och familjen orkidéer. Inga underarter finns listade i Catalogue of Life.